# Dinorhax rostrumpsittaci
Dinorhax rostrumpsittaci är en spindeldjursart som beskrevs av Simon 1879. Dinorhax rostrumpsittaci ingår i släktet Dinorhax och familjen Melanoblossiidae. Inga underarter finns listade i Catalogue of Life.